# 335 Roberta
335 Roberta è un asteroide della fascia principale del diametro medio di circa 89,07 km. Scoperto nel 1892, presenta un'orbita caratterizzata da un semiasse maggiore pari a 2,4743412 UA e da un'eccentricità di 0,1742108, inclinata di 5,09308° rispetto all'eclittica.
Il suo nome fu dedicato al diplomatico ed entomologo russo Karl Robert Osten-Sacken.